# Houldizy

Houldizy este o comună în departamentul Ardennes din nordul Franței. În 1 ianuarie 2022 avea o populație de 404 de locuitori.